# BePROUD

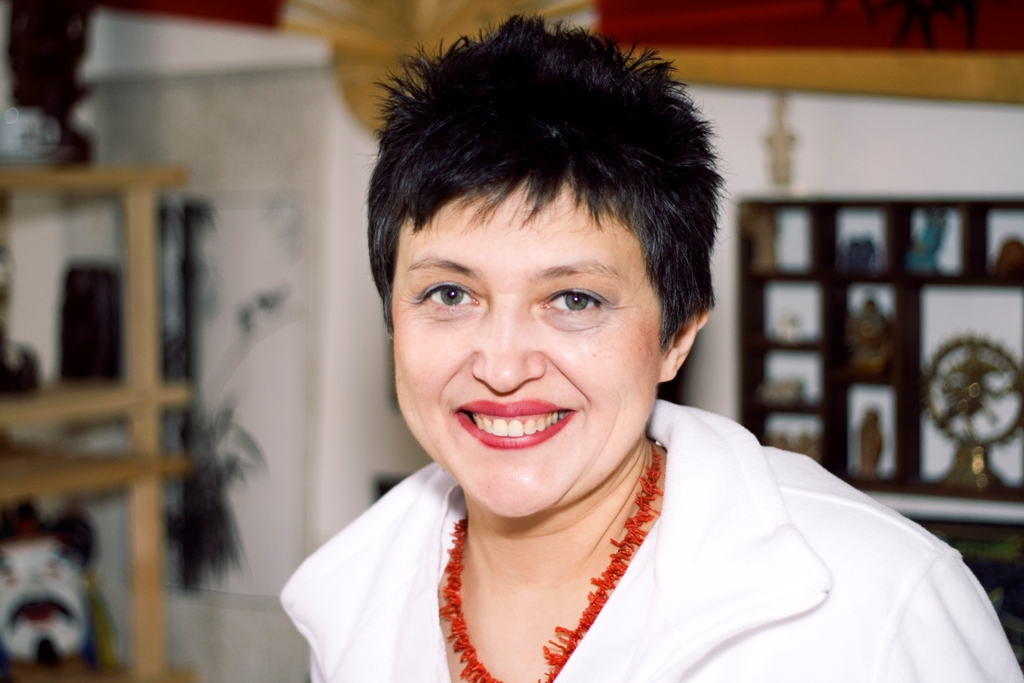
Džamila Stehlíková, držitelka Ceny bePROUD za celoživotní přínos 2015

Ceny bePROUD představují sadu ocenění udílených od roku 2011 spolkem Platforma pro rovnoprávnost, uznání a diverzitu (PROUD) v oblasti života české LGBT komunity (leseb, gayů, bisexuálů a transgender lidí). Jejich součástí byla v některých ročnících rovněž anticena. Název vychází z anglického „buď hrdý“ a současně v sobě zahrnuje zkratku spolku PROUD. Udílí se vždy zpětně za předchozí rok u příležitosti Mezinárodního dne proti homofobii. Ocenění navazují na dřívější Ceny portálu Colour Planet, jejichž zřizovatelem byl v roce 2008 Janis Sidovský.

## Kategorie
Ocenění jsou udílena v těchto kategoriích:
- Cena bePROUD za počin roku
- Cena bePROUD za celoživotní přínos (dříve Cena Colour Planet za celoživotní přínos LGBTI komunitě)
- Cena bePROUD zaměstnavatel roku
- Mediální cena bePROUD
- Duhová anticena protiPROUD

## Ročníky ocenění

### 2011
Vyhlašovací ceremoniál v pražském paláci Illusion ve středu 16. května 2012 moderovala Květa Fialová s Jakubem Žáčkem. Cenu pro osobnost roku vybíralo grémium složené z dosavadních laureátů ceny udílené portálem Colour Planet. Cenu pro počin roku vybírala správní rada spolku z nominací navržených veřejností, do užšího výběru se dostaly akce Transgender me, představení Divadla Letí Po Fredrikovi, kniha Homosexualita v dějinách české kultury či pražská kavárna Q café. Oceněni byli:
- Cena bePROUD za počin roku: Prague Pride
- Osobnost komunity: Miloslav Šlehofer – dlouholetý aktivista, člen vedení SOHO a Gay iniciativy
- Poklona Colour Planet: Květa Kotrbová – lékařka působící v oblasti prevence HIV/AIDS

### 2012
Předání cen 16. května 2013 opět proběhlo v paláci Illusion v Praze. Večerem tentokrát s Jakubem Žáčkem provázela Kristina Sitková, vystoupila i zpěvačka Vladivojna La Chia, performer Mušnula, kapela Iglú a hráli DJové Rádia Wave. Do užšího výběru nominací na počin roku se kromě oceněných dostali také rozhlasový pořad Kvér, akce Řekni to Klausovi a rodiny leseb a gayů, které se zveřejnily své příběhy a fotografie na výstavě festivalu Prague Pride. Oceněni byli:
- Cena bePROUD za počin roku:
  - Jan Seidl a kolektiv: Od žaláře k oltáři. Emancipace homosexuality v českých zemích od roku 1867 do současnosti – historická kolektivní monografie
  - Markéta Pilátová: Jura a lama – dětská kniha
- Cena bePROUD za celoživotní přínos: Pavel Kos a František Bloudek – dlouholetí gay aktivisté, zakladatelé M-klubu Lambda Praha
- Poklona Colour Planet: Robert Vano – fotograf

### 2013
Vyhlášení cen se uskutečnilo 16. května 2014 v pražském klubu Mecca. Večer v režii Sergeje Butka moderovali Ester Kočičková a Jakub Žáček, vystoupili Tereza Černochová a Klára Vytisková či taneční skupina Garam Masala. Mezi užším výběrem nominací na počin roku byli kromě oceněných kniha Miluji tvory svého pohlaví, gay pár z reality show Výměna manželek, duhové nasvícení americké ambasády v době Prague Pride či brněnský ples Queer Ball. Oceněni byli:
- Cena bePROUD za počin roku: skupina 20 poslanců, předkladatelů návrhu novely zákona o registrovaném partnerství umožňující adopci dítěte partnera druhým, nebiologickým rodičem (převzal Viktor Paggio)
- Cena bePROUD za celoživotní přínos:
  - Dagmar Křížková – lékařka, psychoterapeutka a bývalá řeholnice, spoluzakladatelka Logosu
  - Jiří Štorek in memoriam – farář ČCE, spoluzakladatel Logosu
- Cena bePROUD zaměstnavatel roku nebyla udělena
- Mediální cena bePROUD: Igor Chmela – herec; za ztvárnění role policisty v seriálu TV Prima Cesty domů II
- Duhová anticena protiPROUD: Jeroným Klimeš – teolog a poradenský psycholog

### 2014
Vyhlašovací ceremoniál 16. května 2015 v holešovickém klubu Mecca moderovaly Iva Lecká a Barbara Hasci v režii Lumíra Olšovského, pěvecky v něm účinkovali Honza Bendig, Michaela Nosková a Eliška Ochmanová. O ceně za celoživotní přínos hlasovalo kolegium organizace Společnost pro queer paměť (SPQP). Do užšího výběru na počin roku postoupila kromě výherce i divadelní představení Dresscode: Amis a Amil pražského A studia Rubín a Úplné zatmění Městského divadla v Mladé Boleslavi, seriál Příběhy duhových rodin on-line magazínu Boyler.cz a sekce Jiný břeh festivalu Febiofest. Oceněni byli:
- Cena bePROUD za počin roku: organizace Ara Art za workshop pro LGBT Romy (převzal zakladatel David Tišer)
- Cena bePROUD za celoživotní přínos:
  - Olga Pechová – psycholožka věnující se dlouhodobě diskriminaci sexuálních menšin a školní šikaně
  - Vladimír Hrubý in memoriam – novinář a aktivista, zakladatel a moderátor pořadu Bona Dea
- Cena bePROUD zaměstnavatel roku: AT&T Global Network Services Czech Republic, s. r. o.
- Mediální cena bePROUD: seriál Až po uši televize HBO (režie: Jan Hřebejk)
- Duhová anticena protiPROUD: Marián Benko – farář; za své výroky na pohřbu Filipa Havlíčka

### 2015
Předání cen se uskutečnilo 17. května 2016 v rezidenci velvyslance Nizozemského království Eduarda W. M. V. Hoekse. Akce se konala opět u příležitosti Mezinárodního dne proti homofobii a transfobii a také nizozemského předsednictví Evropské unie. Nizozemsko přitom před 15 lety, v dubnu 2001, zlegalizovalo sňatky osob stejného pohlaví a Česko před 10 lety, v červnu 2006, zavedlo registrované partnerství. Moderátorky Lejlu Abbasovou a Ester Janečkovou v průběhu večera režíroval Lukáš Pečenka, vystoupila zpěvačka Markéta Procházková za klavírního doprovodu Ester Godovské. Na počin roku byli v užším výběru nominací kromě výherce také odborná studie Duhové rodiny ve stínu státu od Petry Kutálkové, divadelní představení Divadla Letí Small Town Boy, studentský krátký film Ondřeje Hudečka Furiant či on-line poradna pro LGBT dospívající Sbarvouven.cz. Oceněni byli:
- Cena bePROUD za počin roku: organizace Společnost pro queer paměť za otevření Centra queer paměti
- Cena bePROUD za celoživotní přínos: Džamila Stehlíková – lékařka a politička, bývalá ministryně pro lidská práva a manažerka Národního programu boje proti AIDS
- Cena bePROUD zaměstnavatel roku: Vodafone
- Mediální cena bePROUD: Ivana Karásková – reportérka MF DNES; za sérii reportáží na téma život LGBT osob
- Duhová anticena protiPROUD: Jaroslav Šturma – psycholog, dlouholetý předseda Českomoravské psychologické společnosti

### 2016
Ceny za rok 2016 byly předány ve středu 17. května 2017 v rezidenci velvyslance Nizozemského království Eduarda W. M. V. Hoekse. Večer opět v režii Lukáše Pečenky moderovaly Lejla Abbasová a Ester Janečková, s muzikálovými písněmi vystoupil Jan Fanta. Oceněni byli:
- Cena bePROUD za počin roku: poslankyně Radka Maxová za prosazování novely zákona o registrovaném partnerství
- Cena bePROUD za celoživotní přínos: Karel Mrnka – zakladatel olomouckého spolku Ucho tety Vilemíny
- Cena bePROUD zaměstnavatel roku: Vodafone
- Mediální cena bePROUD: Amnesty International za sérii dokumentů Neboj se taky mluvit
- Duhová anticena protiPROUD nebyla udělena